# Jan Ruzicka (Regisseur)
Jan Ruzicka, auch Jan Růžička (* 21. Mai 1959 in Leipzig) ist ein deutscher Filmregisseur.

## Leben
Jan Ruzicka studierte an der Hochschule für Film und Fernsehen „Konrad Wolf“ in Potsdam. Mit seinem Film Engelsaugen wurde er für einen Studentenoscar nominiert. Seit 1989 ist er als freischaffender Autor und Regisseur tätig und war für die Inszenierung von Filmen wie Der letzte Tanz, Der Mauerschütze und Pilgerfahrt nach Padua verantwortlich.

## Filmografie (Auswahl)
- 1990: Der Staatsanwalt hat das Wort: Robert und seine Schwestern (Fernsehfilm)
- 1991: Polizeiruf 110: Der Riß (Fernsehfilm)
- 1992: Im Sog der Angst
- 1994: Polizeiruf 110: Keine Liebe, kein Leben (Fernsehfilm)
- 1997: Tödlicher Duft
- 1997: Polizeiruf 110: Der Sohn der Kommissarin (Fernsehfilm)
- 1999: Eine schräge Familie
- 2000: Polizeiruf 110: Tote erben nicht (Fernsehfilm)
- 2001: Küss mich, Tiger!
- 2005: Endlich Urlaub!
- 2005: Liebe wie am ersten Tag
- 2005: Der letzte Tanz
- 2006: Die Liebe kommt selten allein
- 2008: Annas Geheimnis
- 2008: Die Frau des Frisörs
- 2009: Hoffnung für Kummerow
- 2010: Der Mauerschütze
- 2011: Pilgerfahrt nach Padua
- 2001: Schmidt & Schwarz
- 2013: Im Alleingang – Elemente des Zweifels (Fernsehfilm)
- 2013: Weniger ist mehr (Fernsehfilm)
- 2014: Die Fischerin (Fernsehfilm)
- 2015: Freundinnen – Alle für eine
- 2015: Mutter auf Streife (Fernsehfilm)
- 2017: Ein Lächeln nachts um vier (Fernsehfilm)
- seit 2017: Praxis mit Meerblick
  - 2017: Willkommen auf Rügen (Folge 1)
  - 2019: Unter Campern (Folge 4)
  - 2019: Der einsame Schwimmer (Folge 5)
  - 2020: Alte Freunde (Folge 7)
  - 2020: Sehnsucht (Folge 8)
  - 2021: Herzklopfen (Folge 10)
  - 2021: Vatertag auf Rügen (Folge 11)
  - 2022: Mutter und Sohn (Folge 13)
  - 2022: Was wirklich zählt (Folge 14)
  - 2023: Rügener Sturköpfe (Folge 16)
  - 2023: Dornröschen (Folge 17)
  - 2024: Kleine Wunder (Folge 19)
  - 2024: Die Kämpferin (Folge 20)
  - 2025: Volle Kraft voraus (Folge 23)
  - 2025: Verlobung mit Hindernissen (Folge 24)
- 2018: Billy Kuckuck – Margot muss bleiben!